# Antimerina (geslacht)
Antimerina is een geslacht van kevers uit de familie van de loopkevers (Carabidae). De wetenschappelijke naam van het geslacht is voor het eerst geldig gepubliceerd in 1898 door Alluaud.

## Soorten
Het geslacht Antimerina is monotypisch en omvat slechts de volgende soort:
- Antimerina elegans Alluaud, 1897